# Noruega nos Jogos Olímpicos de Verão de 2020
A Noruega está representada nos Jogos Olímpicos de Verão de 2020 por um total de 92 desportistas que competem em 14 desportos. Responsável pela equipa olímpica é o Comité Olímpico Norueguês, bem como as federações desportivas nacionais da cada desporto com participação.
Os portadores da bandeira na cerimónia de abertura foram o nadador Tomoe Hvas e a saltadora Anne Tuxen.

## Medalhistas
A equipa olímpica da Noruega obteve as seguintes medalhas:
| Nome                 | Desporto | Competição               |
| -------------------- | -------- | ------------------------ |
| Ouro                 |          |                          |
| Kristian Blummenfelt | Triatlo  | Individual M             |
| Prata                |          |                          |
| Kjetil Borch         | Remo     | Scull individual (M1X) M |
| Bronze               |          |                          |
| Hermann Tomasgaard   | Vela     | Laser M                  |
|                      |          |                          |